# Бюэ, Эрик Уле
Эрик Уле Бюэ (норв. Erik Ole Bye; 20 марта 1883, Драммен — 17 мая 1953, Осло) — норвежский артист оперы, оперный певец (высокий бас), предприниматель, спортсмен, участник Летних Олимпийских игр 1908 в Лондоне.

## Биография
Его мать управляла отелем Fru Byes в Христиании. После её смерти унаследовал и продолжил бизнес, занимался развитием  кондоминимумов в Норвегии.
Как гребец (Восьмерка с рулевым) представлял Норвегию на Летних Олимпийских играх 1908 в Лондоне
Пению обучался в Берлине, Париже, Милане и Лондоне. Дебютировал на оперной сцене в 1913 году в Осло. В 1914—1917 годах пел в оперном театре в Бреславле (ныне Вроцлав, Польша), в 1918—1919 годах выступал в Национальном театре и в Комической опере в Осло, в 1919—1932 года — в США, затем — в оперных театрах Норвегии и других стран.
Обладал сильным голосом и большим драматическим талантом.

## Избранные партии
- Вольфрам, Амфортас («Тангейзер», «Парсифаль» Вагнера),
- Яго («Отелло» Шекспира),
- Амонасро («Аида» Верди),
- Вильгельм Телль («Вильгельм Телль» Россини),
- Иоханаан («Саломея» Штрауса),
- Дон Базилио («Севильский цирюльник» Россини),
- Эскамильо («Кармен» Бизе),
- Онегин («Евгений Онегин» Чайковского) и др.